# Jánki-erdő
Jánki-erdő este o arie protejată (arie specială de conservare — SAC, sit de importanță comunitară — SCI) din Ungaria întinsă pe o suprafață de 397,96 ha, integral pe uscat.

## Localizare
Centrul sitului Jánki-erdő este situat la coordonatele 47°56′34″N 22°41′16″E / 47.942778°N 22.687778°E.

## Înființare
Situl Jánki-erdő a fost declarat sit de importanță comunitară în mai 2004 pentru a proteja 4 specii de animale. Situl a fost protejat și ca arie specială de conservare în februarie 2010.

## Biodiversitate
Situată în ecoregiunea panonică, aria protejată conține 2 habitate naturale: Păduri panonice cu Quercus petraea și Carpinus betulus, Păduri mixte riverane de Quercus robur, Ulmus laevis și Ulmus minor, Fraxinus excelsior sau Fraxinus angustifolia, de-a lungul marilor râuri (Ulmenion minoris).
La baza desemnării sitului se află mai multe specii protejate de  nevertebrate (4): croitorul mare al stejarului (Cerambyx cerdo), Gortyna borelii lunata, Hypodryas maturna, rădașcă (Lucanus cervus).
Pe lângă speciile protejate, pe teritoriul sitului au mai fost identificate 3 specii de plante, 2 specii de nevertebrate.